# Lake Macquarie
Lake Macquarie là một thành phố thuộc bang New South Wales, Úc.

## Thành phố kết nghĩa
Lake Macquarie kết nghĩa với:
- Hakodate, Nhật Bản
- Tanagura, Nhật Bản
- Rotorua, New Zealand
- Round Rock, Hoa Kỳ[3]